# Paratrechina johannae
Paratrechina johannae är en myrart som först beskrevs av Auguste-Henri Forel 1912.  Paratrechina johannae ingår i släktet Paratrechina och familjen myror.

## Underarter
Arten delas in i följande underarter:
- P. j. dibullana
- P. j. johannae